# Alcione Araújo
Alcione Araújo (Januária, 9 de novembro de 1945 — Belo Horizonte, 15 de novembro de 2012) foi um dramaturgo, professor, diretor de teatro, cronista, roteirista e escritor brasileiro.
Alcione era formado em engenharia e professor na Universidade Federal de Minas Gerais (UFMG). Só depois de formado em engenharia, com título de mestrado em filosofia e já professor na Universidade Federal de Minas Gerais (UFMG), Alcione decidiu ingressar num curso de formação de atores.
Conquistou um verbete no Dicionário de literatura da língua portuguesa, publicado em Portugal, que inclui escritores, dramaturgos e filósofos das sete nações de língua portuguesa. Desde 2001 contribuía como coordenador de debates nas Jornadas Literárias de Passo Fundo (RS).
Alcione morreu aos 67 anos de parada cardíaca, enquanto estava hospedado, com a namorada e os sogros, em um hotel no bairro da Savassi em Belo Horizonte, capital mineira. Seu coração não suportou o choque e morreu antes da chegada do atendimento médico.

## Literatura

### Romances
- Nem Mesmo Todo o Oceano (1998)
- Pássaros de Voo Curto (2008)
- Cala a Boca e me Beija  (2010)
- Ventania (2011)

### Contos & Crônicas
- Urgente é a Vida (2004)
- Escritos na Água (2006)

### Infantil & Juvenil
- Quando Papai Noel Chorou (2009)

## Teatro
- Teatro de Alcione Araújo: Simulações do Naufrágio
- Visões do Abismo
- Doce Deleite (2009)
- A Caravana da Ilusão (2000)
- Metamorfoses do Pássaro (1999)
- Deixe que eu te ame – (no prelo)
- Sob Neblina Use Luz Baixa
- A Caravana de Ilusão (1982)
- Comunhão de Bens (1981)
- Muitos Anos de Vida (1984)
- Bente-Altas: Licença para Dois (1976)
- Há Vagas para Moças de Fino Trato (1974)

## Novela
- A Idade da Loba (1995) - Bandeirantes

## Filmes
- Policarpo Quaresma, Herói do Brasil (1988)
- Nunca Fomos tão Felizes (1984)
- Vagas para Moças de Fino Trato (1993)

## Prêmios
- 47º Prêmio Jabuti (2005): por Urgente é a vida
- Prêmio Molière (1985): Melhor autor teatral, por Muitos anos de vida